# Stipagrostis griffithii
Stipagrostis griffithii là một loài thực vật có hoa trong họ Hòa thảo. Loài này được (Henrard) De Winter miêu tả khoa học đầu tiên năm 1963.